# Dicky del Solar
Dicky del Solar es un personaje de ficción creado por el comediante argentino Ezequiel Campa. Se trata de un jugador de rugby y youtuber abusivo e ignorante, que hace videos con consignas sobre situaciones de actualidad (el derecho al aborto, la violencia en el rugby, la baja del presupuesto universitario, el cierre del Inadi, la pandemia de covid-19, las elecciones presidenciales, la despenalización de la marihuana, la epidemia de dengue, etc.), plagado de comentarios clasistas, racistas, machistas y homofóbicos, así como de anécdotas sobre actos de bullying realizados por él y sus amigos. En 2023, el entonces diputado nacional Javier Milei, elegido presidente de Argentina al año siguiente, felicitó a Dicky del Solar por sus opiniones, creyendo que se trataba de una persona real.

## Características
El creador de Dicky del Solar, Ezequiel Campa, nació en la ciudad de Buenos Aires, pero cuando era niño su familia se mudó a San Isidro, una localidad del norte del Gran Buenos Aires preferida por la clase alta, considerada informalmente como "la capital nacional del rugby" argentino. Tradicionalmente el rugby ha sido un deporte de clase alta en Argentina. Campa lo practicó en el tradicional Club Atlético San Isidro (CASI), desde 1984 a 1996, y se crio y educó en un entorno social de clase alta -al que su familia no pertenecía-, altamente discriminador. De ese entorno surgió su personaje: “todos los chistes que hace Dicky, y que siguen siendo muy actuales, los saqué de la época en la que yo jugaba”, dice el actor. Pero aclara también que el carácter violento del personaje no deriva del rugby como deporte, sino que se trata de un estereotipo social genérico, derivado de la pertenencia a la clase alta: "Yo hago a un rugbier, no hago a todos los rugbiers", dice Campa.
El personaje surgió en 2018 y fue inicialmente creado para un espectáculo breve ("microstandup") que Campa compuso y presentó en agosto de ese año en el microteatro Buenos Aires, un espacio con múltiples salas pequeñas, que combina la gastronomía con la asistencia a varias obras cortas.
En mayo de 2019, Campa empezó a realizar videos cortos y subirlos primero a Facebook y pocos meses después a Youtube, como si el propio Dicky del Solar, desde el jardín de su casa en Nordelta, se hubiera convertido en youtuber. El 18 de enero de 2020 un grupo de jugadores de rugby mataron a golpes a Fernando Báez Sosa en un acto de violencia racista y clasista, llevando a primer plano la cuestión de la gran cantidad de hechos de violencia que involucran a jugadores de rugby argentinos, muy similares a Dicky del Solar. Dos meses después se decretó la cuarentena por la pandemia de covid-19 y el trabajo como actor de Campa -como del resto de los actores- se vio amenazado gravemente. Ese año los videos se hicieron virales y el personaje se instaló en la cultura popular.
Campa piensa que el impacto masivo de Dicky del Solar va más allá del rugby y el clasismo discriminador de la clase alta, para expresar también los sentimientos negativos de las personas en general:

En el fondo, todos somos un poquito fachos. Tenemos que reconciliarnos con eso y trabajar la tolerancia. Hay que aceptar nuestras contradicciones y nuestras miserias.
Ezequiel Campa